# Моите приключения със Супермен
„Моите приключения със Супермен“ (на английски: My Adventures with Superman) е американски анимационен супергеройски сериал, базиран на героя на Ди Си Комикс Супермен. Сериалът е разработен от Джейк Уайът, Брендън Клогър и Джоузи Кембъл, продуциран от Уорнър Брос Анимейшън и анимиран от южнокорейското студио „Мир“. Премиерата е на 7 юли 2023 г. по Adult Swim, като поредицата е достъпна и в стрийминг платформата Макс. Премиерата на втория сезон е на 26 май 2024 г.

## Сюжет
Историята следва Кларк Кент, докато той изгражда тайната си самоличност като Супермен и изследва мистериозния си произход, и Лоис Лейн, в която Кларк се влюбва и обратното. Лоис е на път да стане звезден репортер. Обединявайки се с фотографа и най-добрия приятел на Кларк Джими Олсън, триото разбива сериозни заговори и спасява положението срещу много злодеи в град Метрополис.

## Актьори
- Джак Куейд – Кларк Кент / Супермен
- Алис Лий – Лоис Лейн
- Ишмел Сахид – Джими Олсън
- Дарел Браун – Пери Уайт
- Кери Уолгрен – Марта Кент и младият Кларк
- Рийд Скот – Джонатан Кент
- Джейсън Марноха – Джор-Ел
- Зехра Фейзъл – Лесли Уилис
- Азури Харди-Джоунс – Флип Джонсън
- Крис Парнъл – Слейд Уилсън
- Дебра Уилсън – Аманда Уолър
- Жоел де ла Фуенте – Ген. Сам Уеин
- Катрин Табър – Сиоба Макдъгъл
- Лукас Грейбиъл – Кайл / Мист
- Винсент Тонг – Албърт / Стив Ломбърд
- Джейк Грийн – Антони Айво / Паразита
- Лейла Бързинс – Рори
- Мелани Миничино – Катрин Грант
- Кена Рамзи – Рони Троуп
- Джеси Инокая – Браян
- Андре Солусо – Мосю Мала
- Дейвид Еридж мл. – Господин Микспитлик
- Андромеда Дънкър – Вики Вейл
- Майкъл Емерсън – Брейняк

## В България
Сериалът е достъпен в стрийминг платформата Ейч Би О Макс, субтитриран на български език.